# Fannia submonilis
Fannia submonilis är en tvåvingeart som beskrevs av Ma 1981. Fannia submonilis ingår i släktet Fannia och familjen takdansflugor. Inga underarter finns listade i Catalogue of Life.